# Varronia limicola
Varronia limicola är en strävbladig växtart som först beskrevs av T. S. Brandegee, och fick sitt nu gällande namn av Friesen. Varronia limicola ingår i släktet Varronia och familjen strävbladiga växter. Inga underarter finns listade i Catalogue of Life.